# غويلرمو دي توري
غويلرمو دي توري (بالإسبانية: Guillermo de Torre)‏ هو مترجم وكاتب وشاعر إسباني، ولد في 1900 في مدريد في إسبانيا، وتوفي في 14 يناير 1971 في بوينس آيرس في الأرجنتين.

## وصلات خارجية
- غويلرمو دي توري على موقع الموسوعة البريطانية (الإنجليزية)